# Melchior van Redern

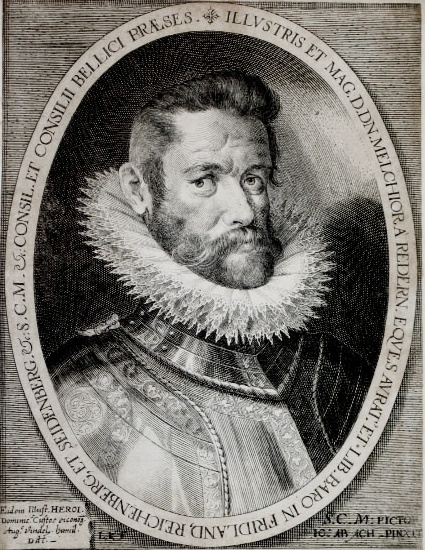

Melchior van Redern, baron van Friedland (1555 - 1600) was een edelman uit Bohemen en veldmaarschalk van het Heilig Roomse Rijk. Onder keizer Rudolf II was hij voorzitter van de Hofkrijgsraad en veldmaarschalk. Hij onderscheidde zich bij de verdediging van Grosswardein (tegenwoordig Oradea in Roemenië) tegen de Ottomanen in 1598 tijdens de Vijftienjarige Oorlog.